# Ongelovige
De aanduiding ongelovige wordt in de regel gebruikt door personen die een bepaalde religie aanhangen en duidt dan iemand aan die betreffend geloofssysteem niet accepteert en/of in hun ogen een verkeerde religie aanhangt. In algemene zin betekent 'ongelovige' iemand die niet gelooft dat bovennatuurlijke wezens zoals goden, engelen, demonen en vergelijkbare wezens bestaan; ook dan wordt de term meestal gebruikt vanuit het perspectief van degene die dat wel gelooft, de 'gelovige'. De neutrale aanduiding voor 'ongelovige' is 'niet-gelovige'.
Gelovigen die ongelovige worden, worden door hun eerdere geloofsgenoten vaak afvalligen genoemd.
Ongelovige wordt ook wel ironisch gebruikt als iemand een bepaalde theorie of systeem betwijfelt of moeilijk te overtuigen is. Als iemand dat bij alles doet, wordt hij ook wel een "ongelovige Thomas" genoemd, naar de apostel Tomas, die zei niet te geloven dat Jezus uit de dood was opgestaan totdat hij zijn vinger in Jezus' wonden zou leggen (Johannes 20:24-29).

## Andere begrippen
Het begrip ongelovige wordt soms gelijkgesteld met begrippen als heiden of het islamitische kafir. Er zijn echter verschillen tussen deze begrippen. Zo kan het woord heiden duiden op iedereen die geen religie aanhangt, maar ook op andersgelovigen of enkel op mensen die een niet-abrahamitische religie aanhangen in het bijzonder; de uitdrukking een heidens geloof draagt dan ook volstrekt geen interne tegenspraak in zich. Diverse vormen van heidendom, waaronder het neopaganisme, kunnen zelfs uitdrukkelijk als vormen van geloof worden gezien. 
In de islam wordt een onderscheid gemaakt tussen ongelovigen enerzijds en joden en christenen anderzijds, die zij, samen met de moslims, mensen van het Boek noemen. Het Arabische woord kafir wordt wel geïnterpreteerd als ongelovige, afvallige, maar ook hier hangt het weer van context en cultuur af wat er precies wordt bedoeld. Door sommige moslims wordt het woord vertaald met ondankbare, mede omdat in de Koran ook de duivel (Iblis) een kafir wordt genoemd.